# 이지 라이프
이지 라이프(Easy Life)는 잉글랜드의 얼터너티브 록 밴드로, 2017년에 결성되었다. BBC 사운드 오브 2020 명단에 올랐다.

## 음반 목록

### 정규 앨범
- Junk Food (2020)

### 믹스 테잎
- Creature Habits (2018)
- Spaceships (2019)